# 恩斯特·斯他林
恩斯特·亨利·斯他林 (英語：Ernest Henry Starling；1866年4月17日—1927年5月2日，或译为欧内斯特·斯塔林) 英国生理学家，内分泌生理学的奠基人之一，也是一位消化生理学家和循环生理学家。从事生理学研究期间，他提出了很多生理学的基本原理，在当时处于世界领先水平。

## 生平
恩斯特·斯他林于1882年16岁时成为了伦敦盖伊医院的一名医学生。他的工作很出色，并有望成为一名哈里街的医师。但是他被医学的基础-生理学所吸引。在海德堡的威廉·库恩的实验室里，他整个假期在研究淋巴的形成机制。虽然当时在英国还没有生理学家的职位，并且盖伊医院没有生理实验室，但他确信自己能以此为职业。1893年至1897年之间，他发表了9篇关于淋巴和毛细血管功能的论文。他发现，毛细血管壁上存在两种相反的力，水向外移动和向内运动所需的流体压力（源自心脏的收缩），和毛细血管内血浆蛋白的产生的渗透压的压力的平衡。 如果不了解这些作用力之间的关系，医生将无法理解诸如水肿一类的根本原因。1899年，在英国皇家科学协会确认贡献后，他当选为皇家学会会员。

## 贡献
生理学方面，斯他林做出了四项重要的贡献：提出斯他林方程；发现促胰液素并命名荷尔蒙；研究心脏代偿机制，提出法兰克－史达林机制；肾脏的观察研究，发现包括了抗利尿激素的存在证据。

### 斯塔林方程
在毛细血管中，水因为流体压强透过毛细血管壁上的孔排出，并被血浆蛋白的渗透压驱动。斯他林研究这两种力平衡时的状态并提出了斯他林方程。

### 促胰液素
早在19世纪就有胰腺的研究，但当时学术界普遍认为胰液分泌机制是因为胃里的盐酸刺激了小肠的神经，将兴奋传导给了胰腺，从而使胰液分泌。但在法国生理学家沃泰默的实验中，沃泰默切除小肠的神经，向小肠注射盐酸，胰液却仍旧能生成，沃泰默却认为原因是促胰液的分泌过程是一个顽固的神经反射。斯他林和他的学生威廉·贝利斯阅读了沃泰默的论文后，作出大胆的假设，认为胰液的生成不是因为神经反射，而是因为化学调节。即在盐酸作用下，小肠黏膜可能产生了一种化学物质，这种物质进入血液后，随血流到胰腺，引起胰液的分泌。为了验证这一假说，他们把狗的一段小肠剪下，刮下黏膜，将黏膜与稀盐酸混合加沙子磨碎制成提取液，然后将提取液注射到一条狗的静脉中，发现能促进胰腺分泌胰液，从而证明了他们的假说是正确的。他们把这种小肠黏膜分泌的化学物质称为促胰液素。
他第一个建议使用“荷尔蒙（英語：hormone）”这个词来代表这类由身体一部分产生而可以影响遥远的其他部分的化合物。

### 医学教育
斯他林也同样重视医学教育。他发现当时医学研究背后的科学原理相当匮乏。因此1910年他深入参与了皇家委员会的组建，并决定改善医学教育。该委员会的成果之一是在伦敦教学医院中建立了医疗部门，现在，在每个大型医疗机构中，实验室研究的临床实践都理所当然地被视作教学中一部分。斯他林和威廉·奥斯勒为委员会提供了有关临床实践在教学中的必要性的重要意见
。他还撰写了一本英语生理学教科书，该教科书后来经历了20次再版。